# 洪榜
洪 榜（こう ぼう、1745年 - 1779年）は、中国清代中期の学者。字は汝登。徽州府歙県の出身。

## 生涯
1758年に挙人となる。梁文定がその時は安徽の学使（試験官）であったが、洪榜の賦をみて「詞は玉屑を霏（ふら）す。弟は兄に勝れり。文は風雲を抱く。伯は仲に勝れり」と評した。文章が梁文定に認められ、晋に留学し、天津の召試に応じて第一位で合格する。内閣中書に任命された。身を正しく保ち、孝心厚く友人には誠意があることで有名であった。

## 学問・著作
経学に精しく、江永・戴震の学説をいっそう深めた。洪榜は戴震の主著『孟子字義疏証』を読み、「この書は六経・孔・孟の主張に大いに貢献する。後の学者が高踏的な議論を考えるのでなく、人倫庶物について考察させるのは、戴震の業績となるだろう」と言った。
その著作として次のものがある。
- 『述賛』2巻
- 『四声韻和表』5巻